# Muelas de los Caballeros
Muelas de los Caballeros é um município da Espanha na província de Zamora, comunidade autónoma de Castela e Leão, de área 71,51 km² com população de 240 habitantes (2007) e densidade populacional de 3,44 hab/km².

## Demografia
| Variação demográfica do município entre 1991 e 2004 | Variação demográfica do município entre 1991 e 2004 | Variação demográfica do município entre 1991 e 2004 | Variação demográfica do município entre 1991 e 2004 |
| --------------------------------------------------- | --------------------------------------------------- | --------------------------------------------------- | --------------------------------------------------- |
| 1991                                                | 1996                                                | 2001                                                | 2004                                                |
| 287                                                 | 244                                                 | 241                                                 | 246                                                 |